# 史蒙卿
史蒙卿（1247年—1306年），字景正，庆元府鄞县（今浙江宁波）江东张斌桥人。

## 生平
十二歲入國子監，精通《周易》、《春秋》，“著书立言，一以朱子为法”，祭酒江万里很看重他。咸淳元年（1265年）中進士，授景陵主簿，咸淳十年改江阴、平江教授。入元後不仕，寓居於天台。

## 家族
祖父史彌鞏。
有子史壁孫。